# مكص
أو «المقص» (بالإنجليزية: scissors show)‏ من تقديم الاعلامي (وليد العمران) هو برنامج تلفزيوني اسبوعي كوميدي ساخر وهو ايضاً أحد البرامج الحوارية (بالإنجليزية: talk shows)‏ يتناول المواضيع العراقية المحلية والعربية والدولية، بعد ان بدء على منصة اليوتيوب وحقق نجاحاً كبيراً انتقل إلى شاشة قناة آسيا الفضائية، وبعدها عاد إلى منصة اليوتيوب بسبب الضغوطات الكثيفة السياسية من إدارة القناة... الهدف الرئيسي من البرنامج هو كشف تقلبات اراء الجهات السياسية وتسليط الاضواء على مشاكل معينة، واجه البرنامج محاولات عديدة من الهجمات الالكترونية وهجمات بعض القنوات الشائعة عربياً وتم حذف حساب البرنامج اربع مرات ويتميز البرنامج بانتقاده إلى بعض الشخصيات التي لا ينتقده احد مثل مسعود البارزاني وسعد البزاز وبعض شيوخ السنة الذين ساندوا داعش وقد تم اتهام البرنامج بتقليد برنامج البشير شو وأنه تابع الى الإطار التنسيقي لعدم انتقاده الاطار التنسيقي والمليشيات ودافع محبي البرنامج عنه بانه الناس يعرفون فساد الاطار التنسيقي والمليشيات لكن لا يعرفون فساد إقليم كردستان وسياسي سنة والبرنامج يُبث من داخل العراق وليس خارجه اشتهر البرنامج بسبب حلقة قطار الصحابة لأنه قام قناة تدعى اسد لبنان بنشر جزء من الحلقة وطلب من المتابعين الاشتراك في القناة٠

## فقرات البرنامج
توجد داخل البرنامج فقرات عديدة وأهمها فقرة المناظرة التي تبين مواقف تقلبات اراء السياسين وغيرهم، وبعضهم الذين كانوا يمولون للأرهاب بوجه ويساعدون الفقراء بوجه آخر واغلبهم مع حزب البعث وتعد فقرة المناظرة الفقرة الرئيسية في نجاح البرنامج ومجهود المقدم الذي كان يبحث عن المعلومات بمفرده دون فريق بحوث أو اعداد لحد هذه الحظة...

## مقدم البرنامج
من بعد فترة طويلة...افصح مقدم برنامج مكص عن اسمه الصريح وهو (وليد عمران) والذي لم يكن له أي ظهور في أي برنامج أو قناة فضائية سابقا وهو يعيش الآن في العراق

## محاصرة قناة اسيا بسبب ما ورد في برنامج مكص
حاصر أبناء عشيرة العلاق قناة آسيا الفضائية بسبب ما ورد في برنامج مكص من انتقاد على النائب العراقي السابق علي العلاق واثارت هذه القضية غضب أبناء العشيرة واستغلال هذه الطريقة لمحاصرة مقر القناة ومنع موظفي القناة من الخروج  وانتقدت الصحف والمجلات الالكترونية المحلية
```
مافعله أبناء تلك العشيرة بحق قناة اسيا وبرنامج مكص ومحاولتهم لإثارة الفوضى القانونية، وايقاف حرية التعبير والرأي التي ذكرها الدستور العراقي.
```

## مواقع تابعة للبرنامج
- مكص Plus يوتيوب
- مكص Plus فيسبوك